# Zappa in New York
Zappa in New York es un álbum en directo del músico y compositor estadounidense Frank Zappa. Las grabaciones tuvieron lugar en el Palladium de Nueva York en diciembre de 1976.
La intención de Zappa fue lanzar el álbum en 1977, pero se pospuso el lanzamiento por una serie de desacuerdos entre el sello DiscReet Records y la distribuidora, Warner Bros. Records. Un pequeño número de LP y casetes salieron en 1977 con la lista de canciones como Zappa las concibió. Pero poco después, Warner retiró el álbum y quitó la canción "Punky's Whips" sin la autorización de Zappa, para hacer el lanzamiento oficial el 3 de marzo de 1978.
En 2019 se realizó una versión especial conmemorando el cuadragésimo aniversario de esta placa. Esta reedición ha sido supervisada por Zappa Family Trust y contiene varios extras. Una de las versiones 40 Anniversary contiene cinco discos de vinilo que están empaquetados dentro de una lata metálica de edición limitada con forma de alcantarilla de la calle de la ciudad de Nueva York. Fue lanzada a la venta el 29 de marzo de 2019.

## Lista de canciones (LP)
Todas las canciones compuestas por Frank Zappa.

### Cara A
1. "Titties & Beer" – 5:39
2. "I Promise Not to Come in Your Mouth" – 2:50
3. "Big Leg Emma" – 2:17

### Cara B
1. "Sofa" – 3:15
2. "Manx Needs Women" – 1:40
3. "The Black Page Drum Solo/Black Page #1" – 4:06
4. "Black Page #2" – 5:31

### Cara C
1. "Honey, Don't You Want a Man Like Me?" – 4:15
2. "The Illinois Enema Bandit" – 12:31

### Cara D
1. "The Purple Lagoon" – 16:57

### CD

#### Disco 1
1. "Titties & Beer" – 7:36
2. "Cruisin' for Burgers" – 9:12
3. "I Promise Not to Come in Your Mouth" – 3:32
4. "Punky's Whips" – 10:51
5. "Honey, Don't You Want a Man Like Me?" – 4:12
6. "The Illinois Enema Bandit" – 12:41

#### Disco 2
1. "I'm the Slime" – 4:24
2. "Pound for a Brown" – 3:41
3. "Manx Needs Women" – 1:51
4. "The Black Page Drum Solo/Black Page #1" – 3:50
5. "Big Leg Emma" – 2:17
6. "Sofa" – 2:56
7. "Black Page #2" – 5:36
8. "The Torture Never Stops" – 12:35
9. "The Purple Lagoon/Approximate" – 16:40

## Personal
- Frank Zappa – director, guitarra solista, voz
- Ray White – guitarra rítmica, voz
- Eddie Jobson – teclados, violín, voz
- Patrick O'Hearn – bajo, voz
- Terry Bozzio – batería, voz
- Ruth Underwood – percusión, sintetizador
- Don Pardo – narración
- Dave Samuels – timpani, vibráfono
- Randy Brecker – trompeta
- Mike Brecker – saxofón tenor, flauta
- Lou Marini – saxofón alto, flauta
- Ronnie Cuber – saxofón barítono, clarinete
- Tom Malone – trombón, trompeta, flautín

## Posición en listas
Álbum - Billboard (Estados Unidos)
| Año  | Lista             | Posición |
| ---- | ----------------- | -------- |
| 1978 | Álbumes populares | 57       |